# Badstuegade 1H
Badstuegade 1H er en fredet bygning i Aarhus, Danmark. Den blev opført i 1809 og blev fredet i 1970. Bygningen ligger i Latinerkvarteret på Badstuegade ud til Pustervig Torv.

## Historie
Bygningen blev opført af købmanden Harboe Meulengracht i 1809 som et pakhus til at opbevarer importerede varer, og det er i dag et af eneste bevarede pakhuse ud mod denne gade. I 1816 byggede han en tilstødende villa, der lå ud mod Lille Torv og de to bygninger danner en baggråd. Pakhuset blev fredet i 1970, og det blev renoveret i 1977. Facaden ud mod gårdpladsen blev ved denne lejlighed bragt tilbage til sit oprindelige udseende.
I 1998 solgte Aarhus Kommune bygningen til Skumhuset, der brugte den som værksted til madrasser og hynder til møbler. I 2016 flyttede firmaet til
Risskov og pakhuset blev renoveret for at gøre plads til nye lejere.

## Arkitektur
Meulengrachts pakhus er et af de få eksempler på Ludvig 16.-stil. Det er en gul-pudset bygning med rokoko- og barokarkitektoniske træk. Pakhuset blev renoveret i 1977, hvor man også nedrev en gammel bygning i gården bagved, for at gøre pakhuset synligt fra alle sider. Det oprindelige træskelet blev erstattet med betonsøjler og de eksisterende vinduer blev erstattet med træplader med små åbninger.